# 로코모코

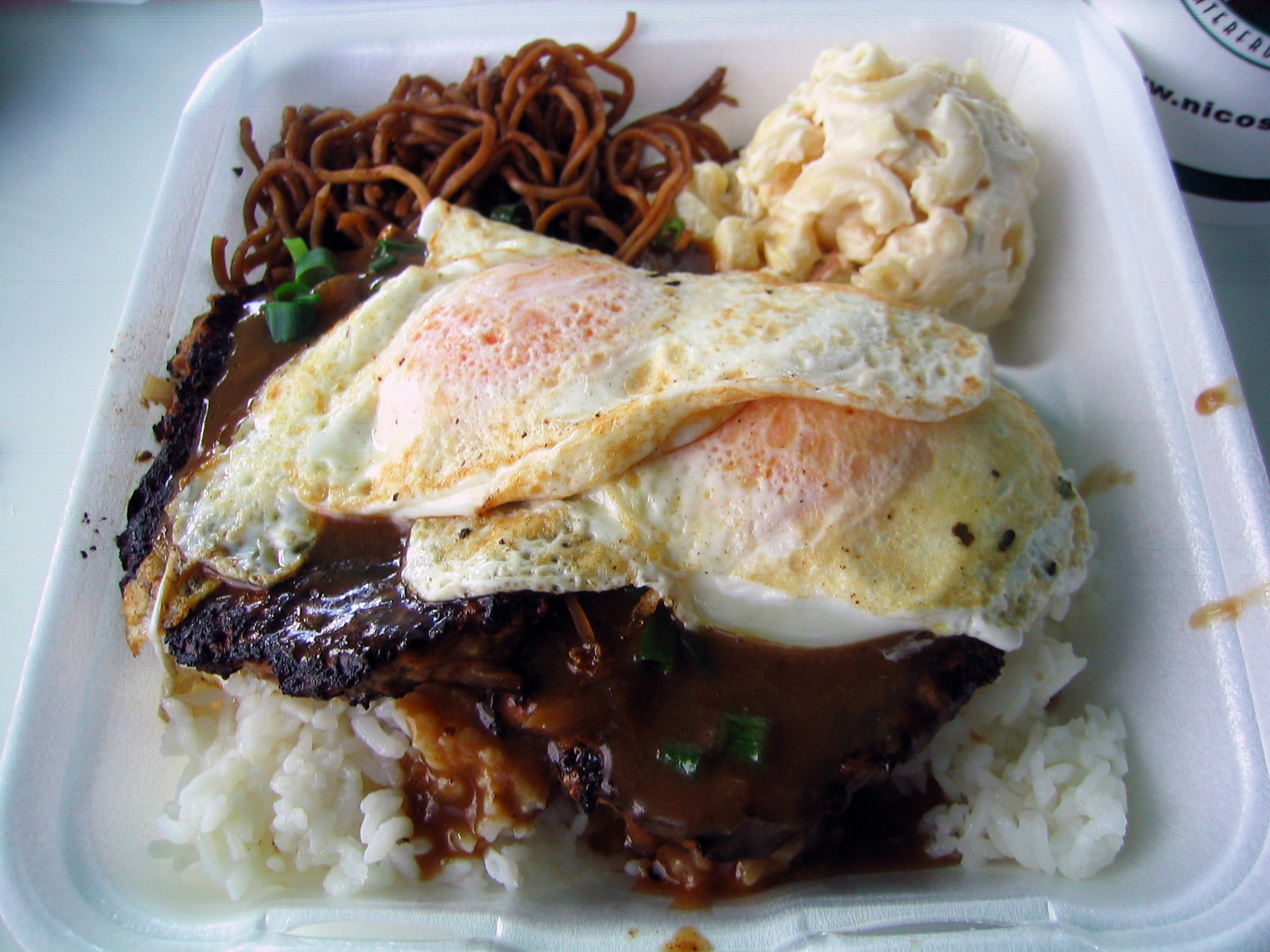

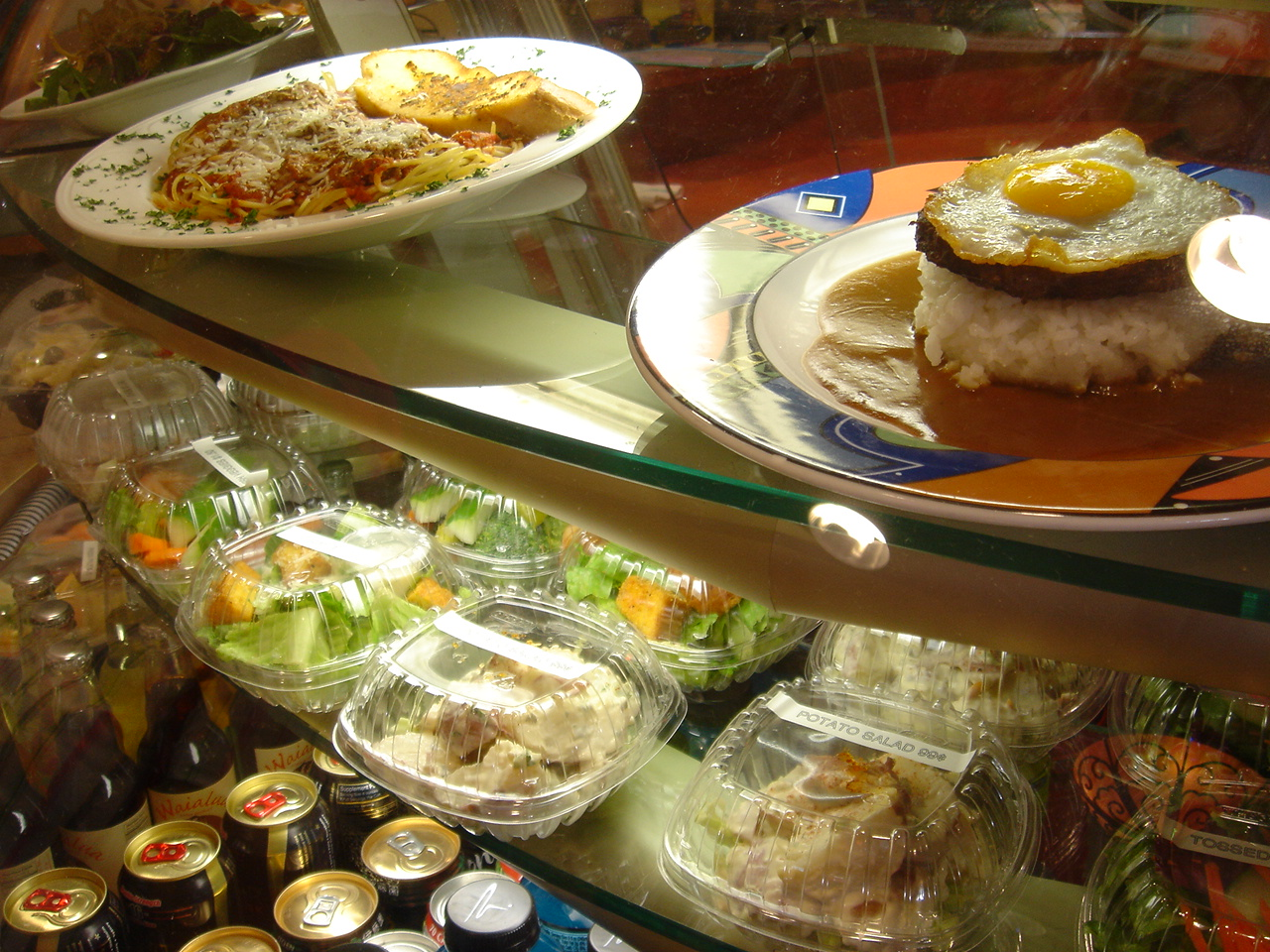
로코모코

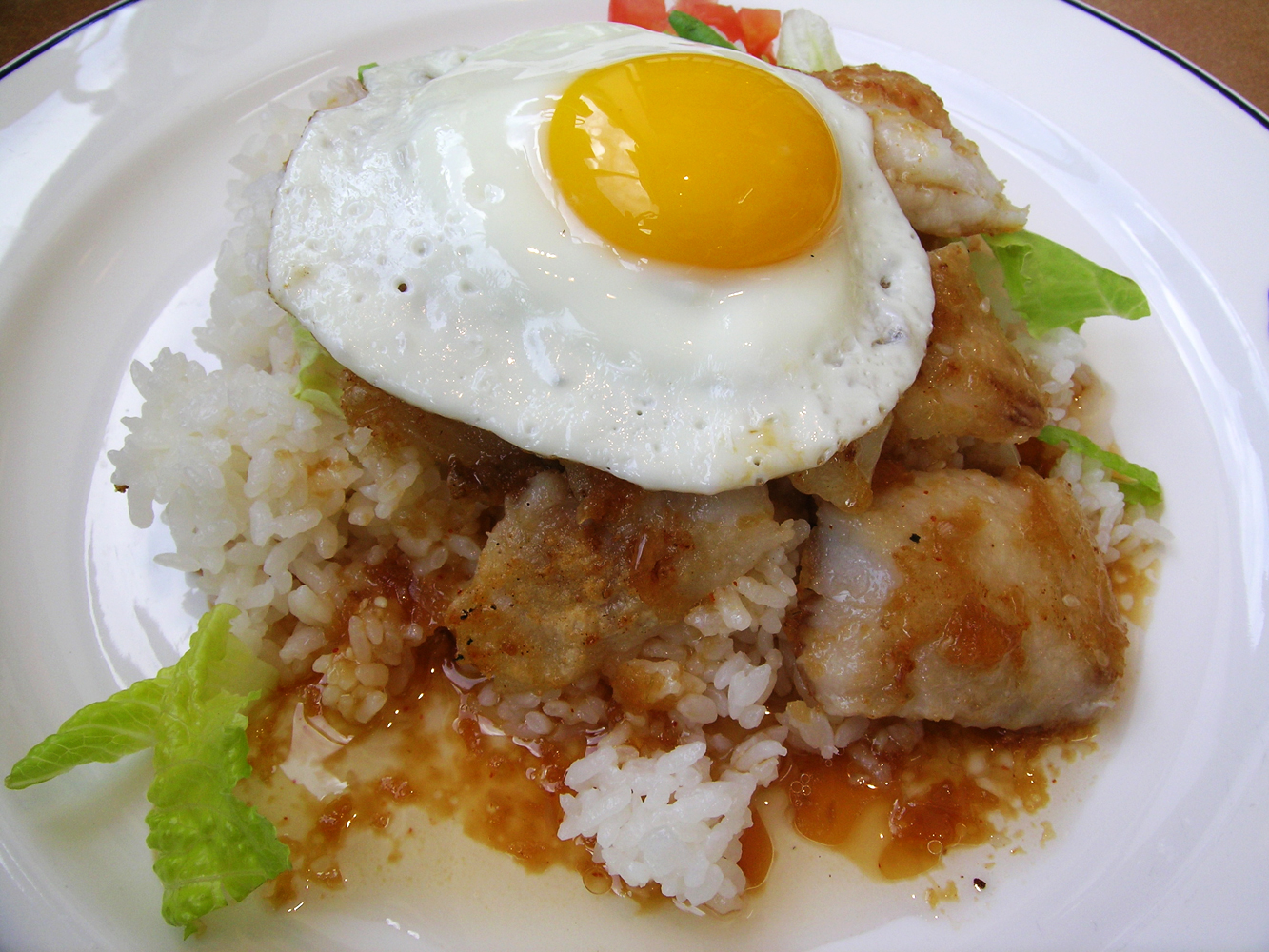
생선 로코모코

로코모코 (Loco moco)는 하와이 요리 중의 하나이다. 흰 쌀밥 위에 햄버그와 계란 후라이를 얹고 그레이비(gravy) 소스를 두른 것이 기본이다. 이 외에도 칠리소스, 베이컨, 햄, 스팸, 새우, 굴, 그리고 다른 육류를 포함하기도 한다. 해장 음식으로도 인기가 있다.

## 같이 보기
- 돈부리
- 햄버그 스테이크